# Arunte (nome)
Arunte  è un nome proprio di persona italiano maschile. 

## Varianti
- Maschili: Arrunte[1], Aronte[1][3], Aronzio[3]
- Femminili: Aronzia[3]

## Origine e diffusione
È una ripresa rinascimentale del nome di svariati personaggi classici, come Arunte, un guerriero etrusco citato nell'Eneide, o Arunte, un aruspice citato da Lucano nella Pharsalia e poi posto da Dante nell'Inferno. Etimologicamente, il nome risale al latino Aruns e all'etrusco Arnth, di significato oscuro. Dalla variante Aronte viene il nome Aronzio, portato da un santo martire di Potenza, a cui potrebbe essere correlato il nome Oronzo. 
Ad oggi, il nome è assai raro in tutte le sue forme.

## Onomastico
L'onomastico ricorre il 27 agosto in ricordo di sant'Aronzio, figlio dei santi Bonifacio e Tecla, martire a Potenza sotto Massimiano.

## Persone
- Arunte Tarquinio, fratello di Tarquinio il Superbo